# توماس هایلمن
توماس هایلمن (انگلیسی: Thomas Heilman؛ زادهٔ ۷ فوریهٔ ۲۰۰۷) شناگر اهل ایالات متحده آمریکا است.
وی در مسابقات کشوری و بین‌المللی در مجموع برندهٔ ۴ مدال طلا، ۵ مدال نقره، ۱ مدال برنز شده است.